# 朱慈炎
朱慈炎（？—1646年），字太素，明朝宗室、南明軍事人物。

## 生平
朱慈炎是昌王朱由𣚅的兒子，跟隨父親征戰，隆武二年（1646年）四月因父親不能走動而被擒，與弟弟朱慈美被送到北京，在蘆溝橋死去。

## 家庭
- 世子妃彭氏，奉新人，有智慧和美色，家翁朱由𣚅尚未敗亡時曾和指揮李威帶兵屯駐汀州，充當犄角，家翁和丈夫遇害後在永安、貢川遊走；舊將范繼宸向他表示忠誠，不久和張、黃二將在延祥迎接彭氏到九龍寨，以范繼宸管理兵馬，楊禾兄弟充當前鋒，她則親自監督幾萬名士兵，清兵很是畏懼他們[1]。永曆元年（1647年）八月，軍隊攻打歸化，楊禾戰死，彭氏敗走洋源；次年正月（1648年）范繼宸、廖心明率眾數千人經石城到延祥，二月離開歸化雷澗，張、黃二將逃跑，不久因為饑荒，彭氏遭叛將王夢燁擒獲。清兵佩服她的義舉，不忍心加害她；丈夫死後，彭氏指使廖心明帶著她的兒子朱和回到石城，並說：「努力！忠孝國家、繼承宗族是你的責任。」[3]永曆三年二月四日（1649年3月15日），清朝官員帶來紅絲巾，她慨然地說：「我死得其所了！」沐浴更衣後，在汀州靈龜廟撕破紅絲巾自縊；臨死前依然在責備地方官員，言辭慷慨，沒有恐懼。婢僕金保跟隨殉死。另一名婢僕魏真尚未成年，偷偷埋葬彭氏及金保後入山出家為尼[4]。
- 兒子昌王朱和

## 引用
1. 1 2  錢海岳《南明史·卷二十七·列傳第三》：慈炎，字太素；妃彭，奉新人，有國色，智勇敵萬夫。由𣚅未敗，先與指揮李威以兵屯汀州，為犄角。及聞難，走永安、貢川間。故將范繼宸知而跡之，輸誠焉。繼宸落魄山寺，久之，至延祥，自露其事。粵人張、黃二將，繇永定、上杭出清流，抵延祥。鄉人遂密迎妃九龍寨。以繼宸掌兵，楊禾兄弟有力，為前鋒，眾幾萬，自督之，清兵畏之如虎。
2. ↑  錢海岳《南明史·卷二十七·列傳第三》：（隆武二年四月，朱由𣚅）會病痺不能行，被執，與世子慈炎、慈美檻車赴北京，至蘆溝橋薨……
3. ↑  錢海岳《南明史·卷二十七·列傳第三》：永曆元年八月，攻歸化，禾死，敗走洋源。明年正月，繼宸、廖心明眾數千繇石城出延祥。二月，出歸化雷澗，張、黃亡走。會歲饑，妃為畔將王夢燁所執。清兵義之，勿忍加害。慈炎之死，妃使心明負其子和歸石城，曰：「勉之！忠孝紹宗，汝責也。」
4. ↑  錢海岳《南明史·卷二十七·列傳第三》：三年二月四日，清吏賚紅羅七尺至，妃慨然曰：「吾得死所矣！」沐浴更衣，裂羅自經汀州靈龜廟。將死，責郡邑官，詞旨慷慨，竟無懼色。婢金保隨殉。有婢魏真者，年未及笄，有力善射，潛葬妃及金保，入山為尼。